# Жансуль, Марсель-Брюно
Марсель-Брюно Жансуль (фр. Marcel-Bruno Gensoul; 12 октября 1880 — 30 декабря 1973) — французский адмирал, участник Второй мировой войны.

## Биография
Родился в 1880 году. Второй (младший) сын Луи Алексиса Жансуля и Эммы Баккюэ. Поступил на военную службу в ВМС Франции в 1898 году, 1 октября 1901 — кандидат в офицеры. Служил на Дальнем Востоке (крейсер «Chasseloup-Laubat», броненосец «Redoutable», канонерской лодке «Surprise». 5 октября 1903 получил чин мичмана.
Далее следует служба на броненосце «Jauréguiberry» Северной эскадры, затем перевод на Средиземное море: в послужном списке — броненосец «Saint-Louis», подводная лодка «Algérien», снова броненосец, на сей раз «Carnot» (1907), крейсер «Galilée», броненосец «Marceau» (1909-11), Школа торпедистов и рулевых. С января 1911 — капитан-лейтенант. Инструктор на крейсере Д’Антркасто, командир торпедно-электрической БЧ на броненосце
Во время Первой мировой войны с марта 1917 командовал миноносцем «Fanfare»
В течение межвоенных лет продвигался по служебной лестнице (июнь 1919 — капитан 3 ранга, адъютант контр-адмирала Александра Ланксада на «Patrie»: январь 1922 и июль 1927 — 2-го и 1-го ранга соотв.). Далее аудитор Центра военно-морских исследований и капитан ЛК «Bretagne». Контр-адмирал (октябрь 1932), вице-адмирал (февраль 1937).
К началу войны командовал французским Рейдерским Соединением, базирующемся в Бресте. После подписания в 1940 году Францией Компьенского перемирия, уже в чине полного адмирала вместе с флотом перебазировался в Мерс-эль-Кебир, где последний был атакован британским флотом.
Ушёл в отставку с действительной службы c 10 октября 1942 года.
Скончался 30 декабря 1973 в Париже, 7 января захоронен на кладбище Ниццы.

## Семья
Женился 29 октября 1906 в Лозанне на Марте Дюпра (1879—1960), в этом браке у них родилось трое детей: Бланш (1907-), Кристиана (1911—1968) и Жизель (1912).

## Награды
- Орден Почётного легиона степени великого офицера — 20 июля 1939